# Racionalidade médica
Racionalidade médica é um conceito criado em 1993 pela socióloga brasileira Madel Therezinha Luz para englobar as medicinas alternativas e tradicionais. Se tornou um campo da Saúde Coletiva e das Ciências Sociais e Humanas no Brasil depois que o Conselho Nacional de Saúde aprovou a Política Nacional de Práticas Integrativas e Complementares do SUS, que se utiliza do conceito para definir seu campo e justificar a adoção de práticas sem fundamentação científica.
Segundo Luz, as racionalidades médicas devem integrar cinco dimensões básicas concebidas a partir de modelos teóricos, simbólicos ou práticas: (1) uma morfologia humana; (2) uma dinâmica vital humana; (3) uma doutrina médica; (4) um sistema de diagnose; e (5) um sistema terapêutico. Todas elas estariam inseridas em uma cosmologia, orientadas por raízes filosóficas, simbólicas e culturais. Através do conceito, Luz faz comparações entre a biomedicina, a medicina tradicional chinesa, a ayurveda e a homeopatia.
As chamadas práticas integrativas e complementares em saúde (PICS) se diferenciam da medicina baseada em evidências porque constituem saberes ou condutas menos estruturados epistemologicamente, como aromaterapia, florais de Bach e outras. Na literatura especializada, é mais frequente o uso de duas categorias similares, porém mais genéricas – medicina tradicional e medicina alternativa – que também englobam os sistemas e práticas médicas, podendo, ou não, corresponder a uma racionalidade médica.